# Consorcio Li-Fi
El Consorcio Li-Fi (en inglés: Li-Fi Consortium) es una plataforma internacional centrada en las comunicaciones ópticas inalámbricas. Fue fundado por cuatro organizaciones basadas en la tecnología en octubre de 2011. El objetivo del Consorcio Li-Fi es promover el desarrollo y la distribución de tecnologías ópticas inalámbricas en las comunicaciones, la navegación, interfaces naturales de usuario y otros campos. Esto se consigue invitando a expertos en tecnología, OEMs, usuarios finales y grupos de estandarización para discutir las necesidades, retos y enfoques ambientales.